# إرتق حاجي
إرتق حاجي (بالفارسية: آرتق‌حاجی) هي قرية تقع في غلستان في إيران. يقدر عدد سكانها بـ 1249 نسمة بحسب إحصاء 2016.